# Giacinto Ellena
Giacinto Delfino Ellena (Torino, 3 novembre 1914 – Torino, 3 novembre 2000) è stato un allenatore di calcio e calciatore italiano, di ruolo mediano, che militò principalmente nel Torino. Era soprannominato Cinto (diminutivo del suo nome, Giacinto) e Gamena.
Ritiratosi dal mondo del calcio dopo gli 80 anni, morì il 3 novembre 2000, a 86 anni, dopo una lunga malattia.

## Carriera

### Giocatore
Nativo di Torino, iniziò a giocare a calcio nelle giovanili dell'Itala, squadra locale, prima di passare alle giovanili del Torino, al tempo chiamate Balon Boys in onore di Adolfo Baloncieri. Passato in prima squadra nel 1934, esordì in Serie A il 21 gennaio dello stesso anno in Fiorentina-Torino 1-1, in quella che rimase la sua unica presenza in quella stagione. Nell'estate 1934 passò in prestito per una stagione alla Vigevanesi in Serie B, disputando 28 gare da titolare, tornando nei granata la stagione successiva, dove formò, insieme a Federico Allasio e Cesare Gallea, il centrocampo detto "delle sei L". In tre stagioni marcò una rete in 68 gare, vincendo inoltre la prima Coppa Italia della sua carriera. 

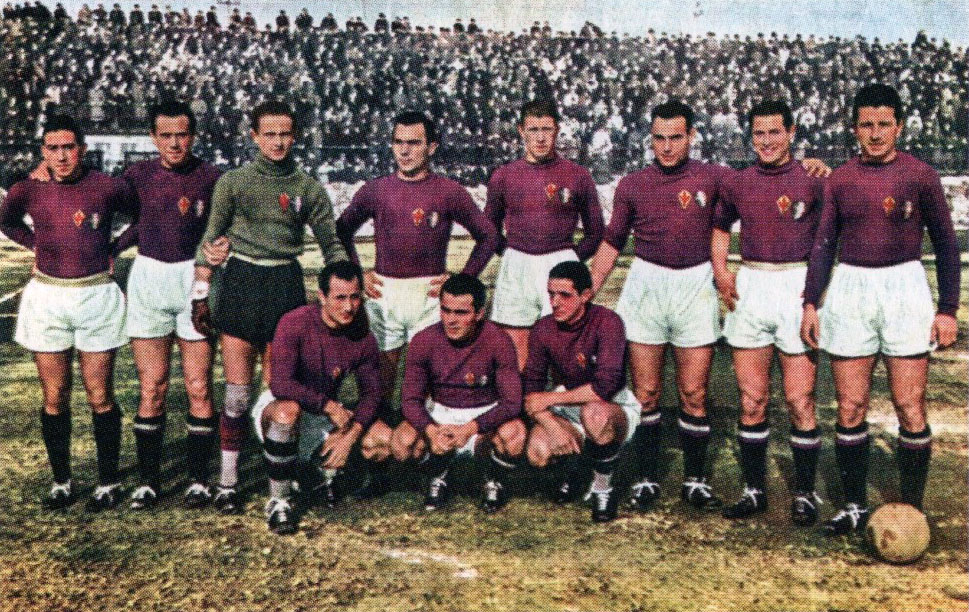
Ellena (accosciato, al centro) nella Fiorentina del 1940-1941

Nel 1938 fu acquistato dal Milan, nel quale però non riuscì a trovare molto spazio, giocando solo sei partite in campionato e tre in Coppa Italia. Nella stagione successiva passò invece alla Fiorentina, dove fu titolare per due stagioni, nelle quali giocò 60 gare nella massima serie, segnando una rete, e conquistò la sua seconda Coppa Italia nella stagione 1939-1940. Nel 1941 tornò al Torino; giocò con la maglia granata altri tre campionati (compreso il Campionato Alta Italia 1944, durante il conflitto bellico), disputando in totale 72 partite e aggiungendo al suo palmarès nel 1942-1943 sia lo Scudetto che la Coppa Italia. Al termine della seconda guerra mondiale, dopo un anno di fermo, al riaprirsi del campionato nel 1945 venne ceduto all'Alessandria, dove rimase per due stagioni giocando 16 gare in Serie B (la squadra conquistò la promozione in massima serie). In A Ellena non giocò nessuna partita con i piemontesi e venne ceduto nell'estate del 1947 al Legnano, nuovamente nella serie cadetta. Nel 1947-1948 militò nella formazione lombarda, giocando tutte le 34 partite di campionato da titolare. Con i lilla rimase solo una stagione, prima di passare al Cesena, in Serie C, dove ricoprì il doppio ruolo di giocatore-allenatore nel 1948-1949, giocando 14 partite senza alcuna rete siglata.
Dopo un anno tornò nuovamente al Cesena, nel quale disputò le sue 2 ultime partite ufficiali prima di ritirarsi dal calcio giocato.

### Allenatore
Dopo la prima esperienza nel Cesena, passò nel 1949-1950 alla Pro Vercelli in Serie C; la squadra perse gli spareggi per la retrocessione, ma venne in seguito ripescata. La stagione successiva venne ingaggiato dal Casale, venendo esonerato nel mese di gennaio del 1951. Rimase senza panchina per poco, poiché passò al Cesena fino al termine della stagione. Rimase alla guida del club anche nel 1951-1952, ma fu esonerato prima del termine dell'annata e sostituito da Aldo Neri. Il 18 febbraio 1952 passò al Genoa in B, ottenendo la promozione in A nella stagione successiva grazie al primo posto in classifica. La stagione successiva, alla guida della Pro Patria, ottenne la sua seconda promozione consecutiva in A, con il secondo posto nella Serie B 1953-1954, dopo aver vinto lo spareggio ai danni del Cagliari. La stagione successiva, lasciati i lombardi, fu assunto dal Treviso, ma esonerato dopo alcuni mesi a causa degli scarsi risultati ottenuti. Nel 1955 venne ingaggiato dal Ravenna, club con il quale ottenne una promozione in serie C al termine della stagione 1956-1957 e dove rimase fino all'estate del 1958.
Nel 1958 passò alla guida delle giovanili del Torino, sedendo anche sulla panchina della prima squadra in tre occasioni: nel gennaio 1959 per una sola giornata, nel 1960 per poche settimane per sostituire Imre Senkey e nel 1963 al posto di Beniamino Santos.
Anche dopo aver lasciato la guida delle giovanili granata, rimase nello staff dei torinesi per diversi anni, nel ruolo di osservatore e talent scout: suo il merito di aver scoperto talenti del calibro di Paolo Pulici, Diego Fuser, Dino Baggio, Renato Zaccarelli e Franco Causio.

## Palmarès

### Giocatore

#### Competizioni nazionali
- Campionato italiano: 1

Torino: 1942-1943
- Coppa Italia: 3

Fiorentina: 1939-1940
Torino: 1935-1936, 1942-1943
- Campionato italiano di Serie B: 1

Alessandria: 1945-1946

### Allenatore

#### Competizioni nazionali
- Campionato italiano di Serie B: 2

Genoa: 1952-1953
Torino: 1959-1960

## Statistiche

### Presenze e reti nei club
| Stagione           | Squadra            | Campionato         | Campionato | Campionato | Coppe nazionali | Coppe nazionali | Coppe nazionali | Totale | Totale |
| Stagione           | Squadra            | Comp               | Pres       | Reti       | Comp            | Pres            | Reti            | Pres   | Reti   |
| ------------------ | ------------------ | ------------------ | ---------- | ---------- | --------------- | --------------- | --------------- | ------ | ------ |
| 1933-1934          | Torino             | A                  | 1          | 0          | -               | -               | -               | 1      | 0      |
| 1934-1935          | GC Vigevanesi      | B                  | 28         | 0          | -               | -               | -               | 28     | 0      |
| 1935-1936          | Torino             | A                  | 23         | 1          | CI              | 1               | 0               | 24     | 1      |
| 1936-1937          | Torino             | A                  | 26         | 0          | CI              | 0               | 0               | 26     | 0      |
| 1937-1938          | Torino             | A                  | 19         | 0          | CI              | 6               | 0               | 25     | 0      |
| 1938-1939          | Milano             | A                  | 6          | 0          | CI              | 3               | 0               | 9      | 0      |
| 1939-1940          | Fiorentina         | A                  | 30         | 1          | CI              | 6               | 0               | 36     | 1      |
| 1940-1941          | Fiorentina         | A                  | 30         | 0          | CI              | 3               | 0               | 33     | 0      |
| Totale Fiorentina  | Totale Fiorentina  | Totale Fiorentina  | 60         | 1          |                 | 9               | 0               | 69     | 1      |
| 1941-1942          | Torino             | A                  | 20         | 0          | CI              | 1               | 0               | 21     | 0      |
| 1942-1943          | Torino             | A                  | 29         | 0          | CI              | 3               | 0               | 32     | 0      |
| 1944               | Torino             | CAI                | 23         | 0          | -               | -               | -               | 23     | 0      |
| Totale Torino      | Totale Torino      | Totale Torino      | 141        | 1          |                 | 11              | 0               | 152    | 1      |
| 1945-1946          | / Alessandria      | B-C                | 16         | 0          | -               | -               | -               | 16     | 0      |
| 1946-1947          | / Alessandria      | A                  | 0          | 0          | -               | -               | -               | 0      | 0      |
| Totale Alessandria | Totale Alessandria | Totale Alessandria | 16         | 0          |                 | 0               | 0               | 16     | 0      |
| 1947-1948          | Legnano            | B                  | 34         | 0          | -               | -               | -               | 34     | 0      |
| 1948-1949          | Cesena             | C                  | 14         | 0          | -               | -               | -               | 14     | 0      |
| 1950-1951          | Cesena             | C                  | 2          | 0          | -               | -               | -               | 2      | 0      |
| Totale Cesena      | Totale Cesena      | Totale Cesena      | 16         | 0          |                 | 0               | 0               | 16     | 0      |
| Totale carriera    | Totale carriera    | Totale carriera    | 301        | 2          |                 | 23              | 0               | 324    | 2      |